# Tanzanias administrativa indelning
Tanzania är administrativt indelat i 30 regioner (swahili: mkoa), varav 25 på fastlandet, tre på Zanzibar och två på Pemba. På nästa nivå delas landet in i ett hundratal distrikt (wilaya), varav några har särskild status som stadsdistrikt Dar es-Salaam och Mwanza, respektive municipala distrikt Arusha, Dodoma, Iringa, Kilimanjaro, Mbeya, Morogoro, Shinyanga, Tabora och Tanga.
De 30 regionerna är med huvudstad:
| Region          | Huvudstad           |
| --------------- | ------------------- |
| Arusha          | Arusha              |
| Dar es-Salaam   | Dar es-Salaam       |
| Dodoma          | Dodoma              |
| Geita           | Geita               |
| Iringa          | Iringa              |
| Kagera          | Bukoba              |
| Katavi          | Mpanda              |
| Kigoma          | Kigoma              |
| Kilimanjaro     | Moshi               |
| Lindi           | Lindi               |
| Manyara         | Babati              |
| Mara            | Musoma              |
| Mbeya           | Mbeya               |
| Morogoro        | Morogoro            |
| Mtwara          | Mtwara              |
| Mwanza          | Mwanza              |
| Njombe          | Njombe              |
| Norra Pemba     | Wete                |
| Södra Pemba     | Chake Chake         |
| Pwani           | Kibaha eller Kisiju |
| Rukwa           | Sumbawanga          |
| Ruvuma          | Songea              |
| Shinyanga       | Shinyanga           |
| Simiyu          | Bariadi             |
| Singida         | Singida             |
| Tabora          | Tabora              |
| Tanga           | Tanga               |
| Södra Zanzibar  | Koani               |
| Norra Zanzibar  | Mkokotoni           |
| Västra Zanzibar | Zanzibar            |

En tredje förvaltningsnivå utgörs av valdistrikt (kata på fastlandet, shehia på Zanzibar).
Tanzania är en unionsstat bildad 1963, bestående av Tanganyika och Zanzibar, där Zanzibar, inklusive ön Pemba, har en egen regering och en egen lagstiftande församling.